# Wilfried Peetz
Wilfried Peetz (* 8. August 1945 in Dresden) ist ein deutscher Sänger und Komponist.

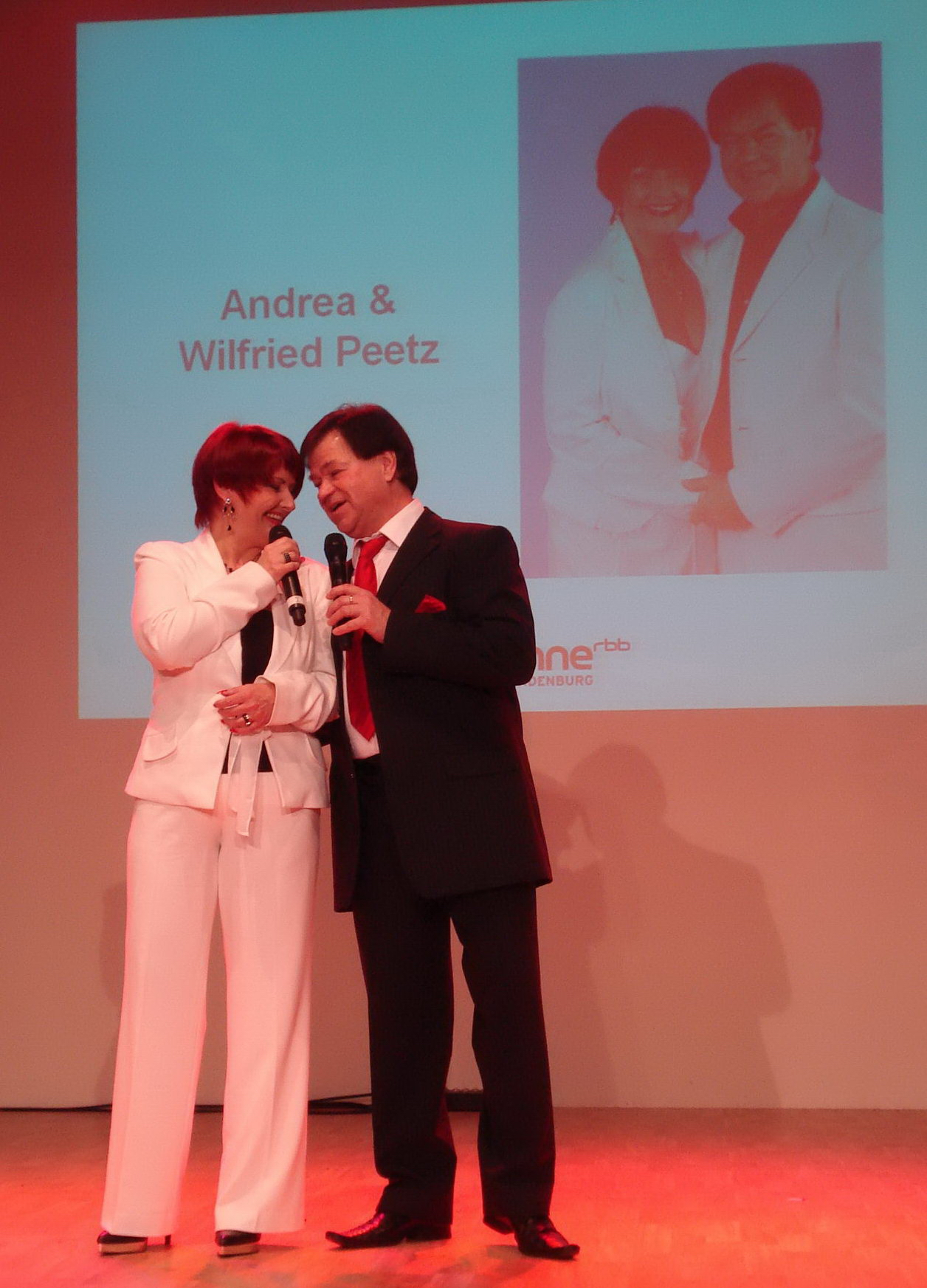
Wilfried Peetz mit seiner Frau Andrea auf der Grünen Woche in Berlin 2009

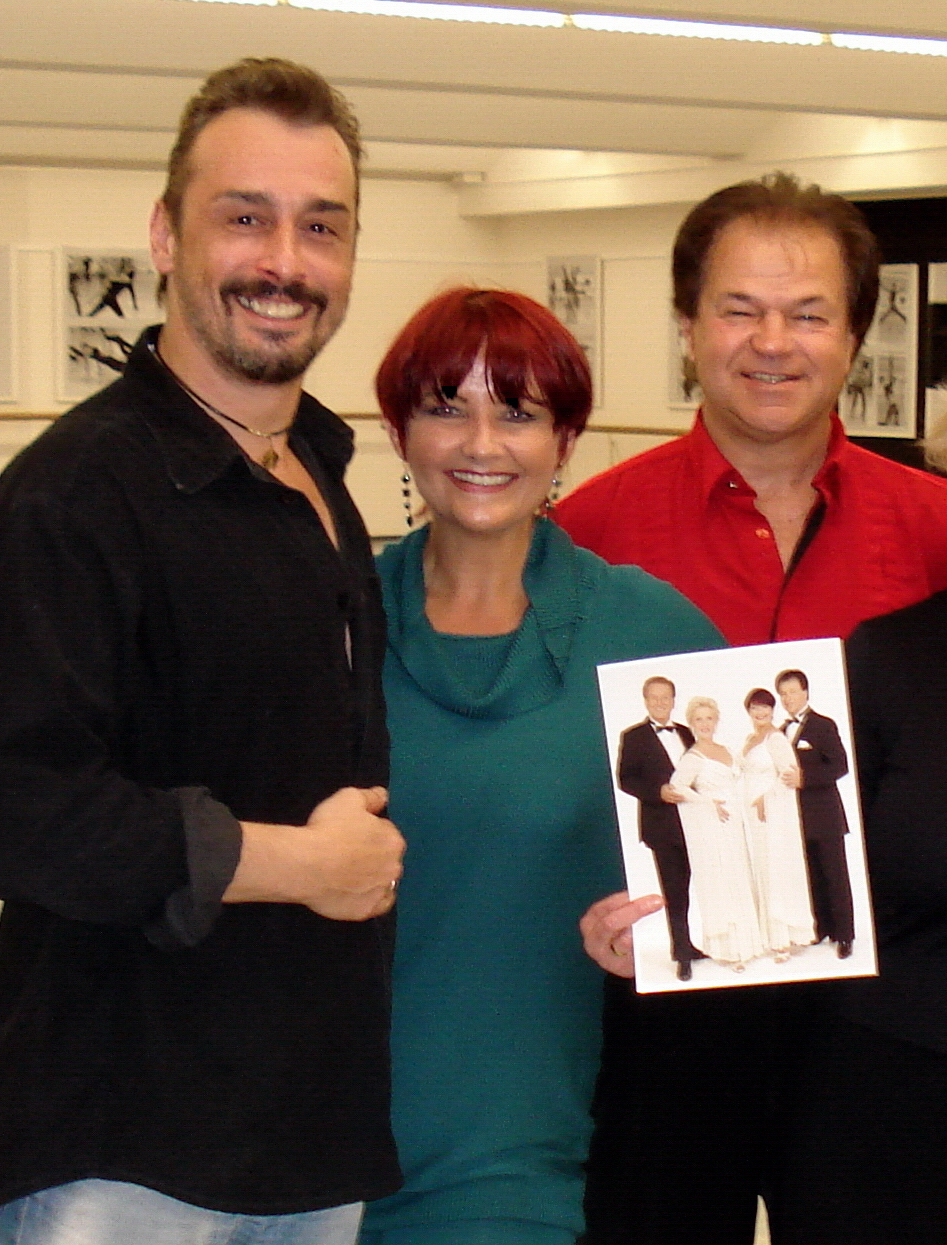
Wilfried und Andrea Peetz mit Choreograph André Höhl im Probensaal des Dt. Fernsehballetts – September 2009

## Leben
Wilfried Peetz wuchs in der DDR auf. 1968 begann er seine Musikerlaufbahn in der Theo Schumann Combo, wo er bis 1975 als Sänger und Gitarrist Teil dieser Band war. Mit dem Song Guten Abend Carolina wurde die Combo einem größeren Publikum bekannt. Danach rief er die Wilfried-Peetz-Band ins Leben, mit der er durch die DDR tourte. 1994 gründete Peetz sein Plattenlabel Pewi-Records in Groß Köris. Dort komponiert und produzierte er u. a. für Dagmar Frederic, Olaf Berger und Ingrid Peters.
Mit der Sängerin, Texterin und Schauspielerin Elke Martens war er viele Jahre verheiratet, ehe er dann seine Duettpartnerin Andrea kennenlernte. Seit Anfang 2009 ist Peetz mit ihr,  Petra Kusch-Lück und Roland Neudert in der Show der Paare auf Tournee. Peetz wohnt im Groß Köriser Ortsteil Rankenheim (Brandenburg).